# ایستگاه راه‌آهن واترلو شرقی
ایستگاه راه‌آهن واترلو شرقی (انگلیسی: London Waterloo East railway station) یکی از ایستگاه‌های راه‌آهن اصلی در شهر لندن است.
این ایستگاه که در منطقه لمبت لندن قرار دارد در سال ۱۸۶۹ تأسیس شده و جز خط خط اصلی جنوب شرقی می‌باشد.

## نگارخانه

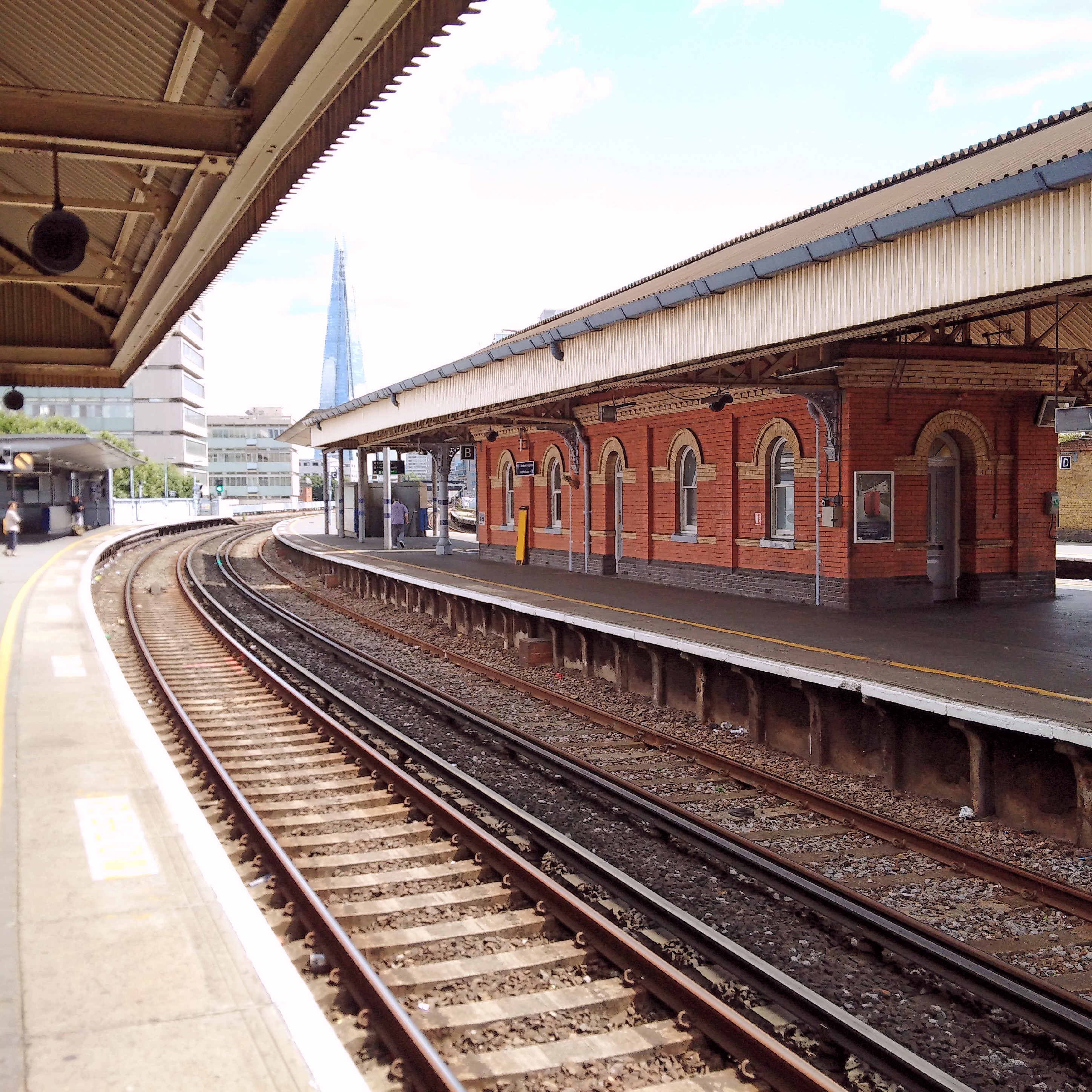
سکو ایستگاه
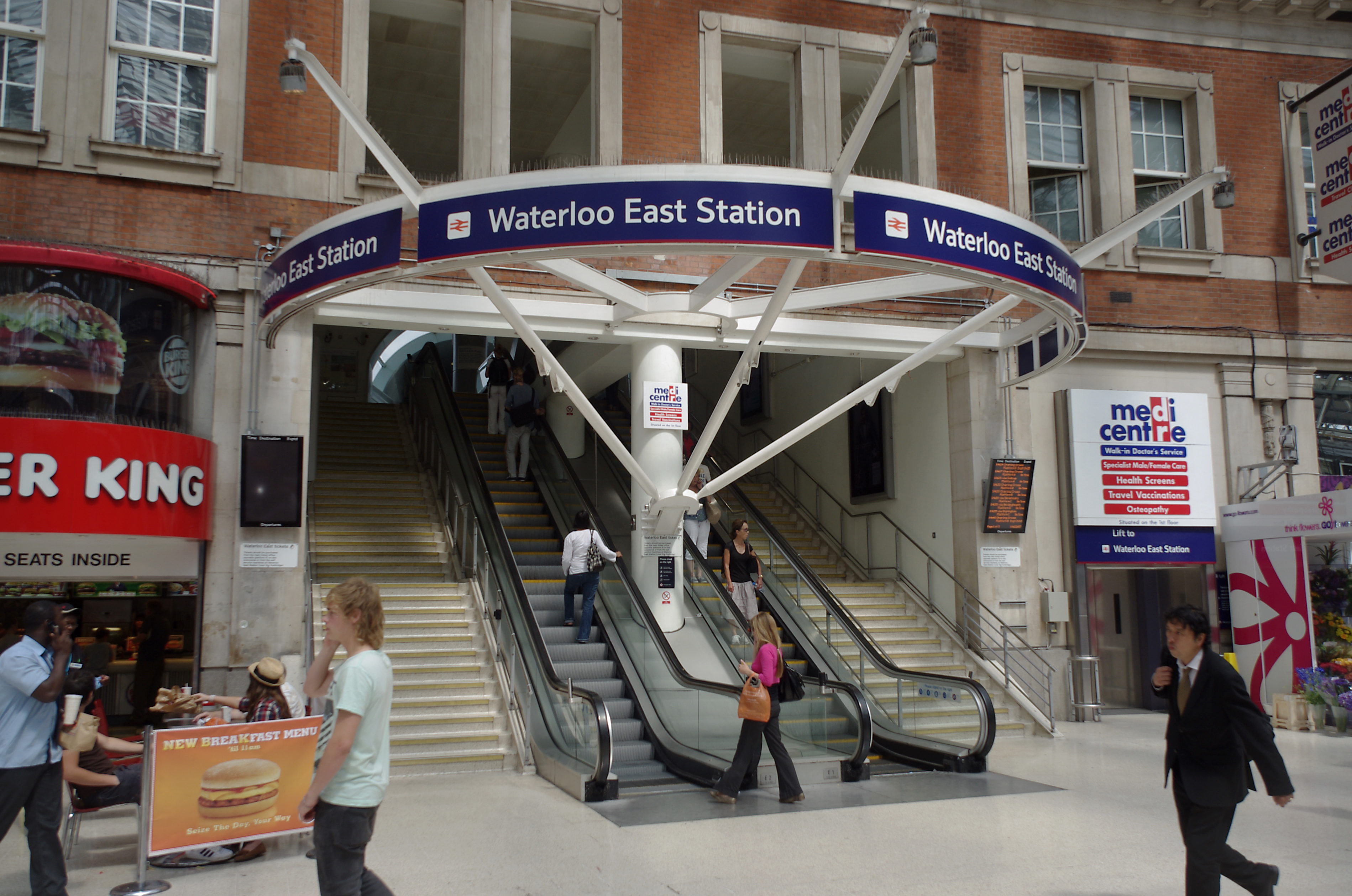
ورودی ایستگاه
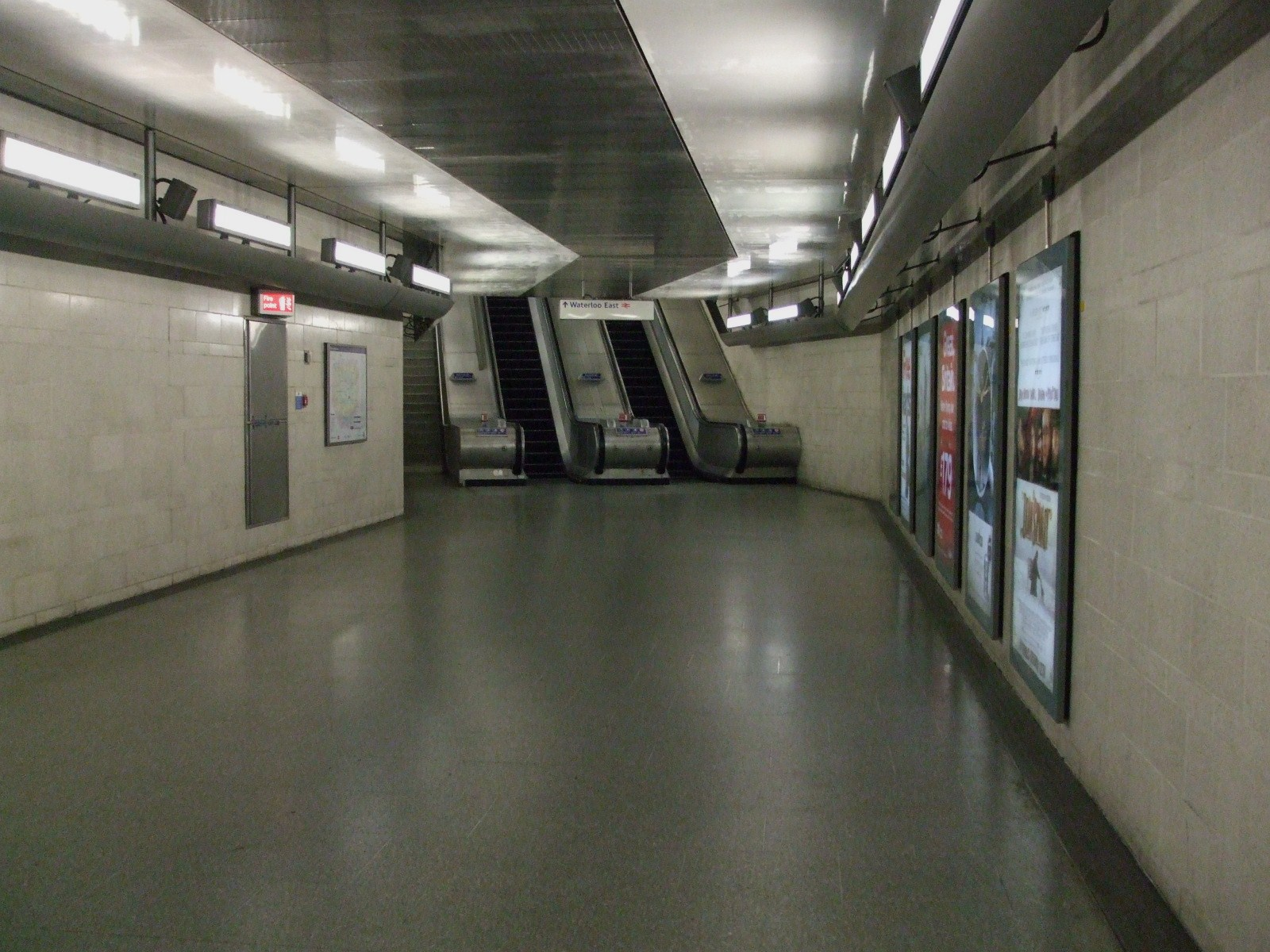
دسترسی ایستگاه متروی سات‌ارک به ایستگاه واترلو شرقی